# Júlio Fírmico Materno
Júlio Fírmico Materno (em latim: Julius Firmicus Maternus) foi um escritor e astrólogo latino que recebeu uma educação clássica que o tornou fluente em grego. Ele viveu durante o reinado do imperador romano Constantino (r. 306–337) e seus sucessores atuando como advogado, astrólogo e apologista do cristianismo.
A cratera lunar Firmicus foi batizada em sua homenagem.

## Vida e obras
O incipit do único manuscrito sobrevivente de sua "De errore profanarum religionum" ("Sobre o erro das religiões profanas") atesta que seu nome era "Júlio Fírmico Materno homem claríssimo", identificando-o como membro da classe senatorial. Ele foi também o autor do mais extenso texto da astrologia romana, "Matheseos libri octo" ("Oito livros de astrologia"), escrito por entre 334 e 337, cujos manuscritos identificam-no ainda como "Iunior" ("júnior"), "Siculus" ("pequeno") e "da Sicília".
O "Matheseos", de influência neoplatônica, foi dedicado ao governador da Campânia, Loliano Mavórcio, cujo conhecimento sobre o tema inspirou Fírmico e cujo suporte o ajudou a escrever o texto. É um dos últimos grandes manuais de uma astrologia "científica" a circular no ocidente antes do aparecimento dos textos árabes no século XII. Agostinho de Hipona, atraído pela astrologia quando jovem na metade do século IV atacou duramente as impiedades da matéria, em parte baseando-se na visão dos astrólogos de que os planetas seriam divindades, mas também em termos racionais, citando, por exemplo, a carreira divergente de gêmeos. A obra foi impressa pela primeira vez por Aldus Manutius em 1501 e reimpressa muitas vezes depois disso.
Por volta de 346, Fírmico compôs "De errore profanarum religionum", que ele dedicou a Constâncio II e Constante, os filhos de Constantino, e ainda existe. Nela, ele zomba das crenças e práticas religiosas dos pagãos e implora ao imperador que proíba as religiões antigas como um dever sagrado que resultará numa recompensa divina. Na primeira parte (capítulos 1-17), ele ataca os falsos objetos de adoração dos cultos orientais; na segunda (capítulos 18-29), discute diversas fórmulas e ritos ligados aos mistérios, dando particular atenção às alegadas práticas homossexuais.
Para leitores do século XIX, "De errore profanarum religionum" era um duro contraste com o outro livro de Fírmico sobre astrologia ("Matheseos") e as duas obras eram frequentemente atribuídas a autores diferentes. Porém, Clifford Herschel Moore identificou inequivocamente o único autor das duas obras, pelas escolhas idiossincráticas de vocabulário e sintaxe, numa dissertação supervisionada por Eduard Wölfflin em 1897. Theodor Mommsen demonstrou que "Matheseos" foi composta no ano 336 e não em 354 como se acreditava antes, fazendo dela uma obra anterior à "De errore profanarum religionum". Leitores modernos que acreditam que a astrologia era incompatível com o cristianismo primitivo argumentam que "Matheseos" teria sido escrita antes da conversão de Fírmico ao cristianismo (como a Enciclopédia Católica, que diz:"Esta teoria, claro, supõe que o autor escreveu uma obra antes e a outra, depois, de sua conversão").
A obra cristã sobreviveu num único manuscrito da Biblioteca Palatina e está atualmente na Biblioteca do Vaticano. Foi impresso pela primeira vez em Estrasburgo em 1562 e foi reimpresso diversas vezes, tanto separado quanto combinado com outras obras polêmicas de Minúcio Félix, Cipriano de Cartago e Arnóbio Afer.

### Edições
- Matheseos libri VIII, 2 voli,es, editado por W. Kroll and F. Skutsch, Stuttgart, Teubner, 1968.
- De errore profanarum religionum, traduzido por Clarence A. Forbes como "The Error of the Pagan Religions", Newman Press, 1970. (em inglês)
- Ancient Astrology: Theory and Practice. Matheseos Libri VIII by Firmicus Maternus, traduzido por Jean Rhys Bram, Park Ridge, Noyes Press, 1975. (em inglês)
- Mathesis, editado e traduzido por James Herschel Holden, Tempe, Az., A.F.A., Inc., 2011. (em inglês)